# Lorentino e Pergentino
Lorentino (o Laurentino) e Pergentino furono due fratelli cristiano romani, che secondo la tradizioni furono martirizzati ad Arezzo nell'anno 250 durante le persecuzioni di Decio. Sono venerati come santi dalla Chiesa cattolica.

## Agiografia e culto
I due fratelli furono decapitati durante la persecuzione cristiana ordinata dall'imperatore romano Decio nel 250.
La festa dei due santi, ricordati nel Martirologio geronimiano, viene celebrata il 3 giugno.
I santi  Lorentino e Pergentino sono oggi protettori della città di Arezzo e del quartiere di Porta del Foro, partecipante alla Giostra del Saracino, nel cui territorio sorge la chiesa ad essi dedicata. La porta di ingresso al centro storico della città, nei cui locali ha sede il Quartiere, è intitolata proprio a san Lorentino.